# Gökhan Inler
Gökhan Inler (Olten, Solothurn kanton, 1984. június 27. –) török származású svájci labdarúgó, aki jelenleg az  Adana Demirspor játékosa.

## Pályafutása
Karrierjét a svájci FC Basel színeiben kezdte 2004-ben, ahonnan kölcsönbe adták az FC Schaffhausen-hez, viszont itt nem kapott játéklehetőséget. 2005 és 2007 között egy-egy szezon erejéig két további, a svájci élvonalban szereplő gárdánál is megfordult, az FC Aarau-nál, valamint az FC Zürich-nél. 2007-től az Udinese Calcio játékosa, innen igazolta 2011-ben a Serie A-ban induló Napoli.

## Válogatott
A felnőtt válogatottban 2006. szeptember 2-án mutatkozott be a venezuelai válogatott elleni barátságos mérkőzésen.
Tagja volt a 2008-as labdarúgó-Európa-bajnokságon rendezőként induló valamint a 2010-es labdarúgó-világbajnokságra kijutó svájci válogatottnak is.
| #  | Dátum             | Helyszín        | Ellenfél    | Gólarány | Eredmény  | Rendezvény |
| -- | ----------------- | --------------- | ----------- | -------- | --------- | ---------- |
| 1. | 2007. március 23. | Fort Lauderdale | Jamaica     | 2–0      | Győzelem  | Barátságos |
| 2. | 2010. március 3.  | St. Gallen      | Uruguay     | 1–3      | Vereség   | Barátságos |
| 3. | 2010. június 5.   | Genf            | Olaszország | 1–1      | Döntetlen | Barátságos |

### Sikerei, díjai
- Svájci bajnok: 2005-06, 2006-07
- Coppa Italia: 2011-12, 2013-14
- Supercoppa Italiana: 2014
- angol bajnok: 2015-16

## Külső hivatkozások
- Adatlapja a weltfussball.de honlapján